# 千ヶ滝温泉
千ヶ滝温泉（せんがたきおんせん）は、長野県北佐久郡軽井沢町（旧国信濃国）にある温泉。

## 泉質
- ナトリウム-炭酸水素塩・塩化物温泉[1]

## 温泉街
現在宿泊施設はなく、プリンスホテルが運営する日帰り入浴施設「立ち寄りの湯 軽井沢千ヶ滝温泉」がある。近隣の星野温泉トンボの湯と塩壺温泉は徒歩圏内にある。

## 歴史
大正時代、西武グループの堤康次郎は東長倉村（現・軽井沢町）沓掛の公有林野60万坪を購入、道路の新設、鉱泉の掘削、ホテルの建設や別荘の分譲などの事業を行った。1956年1月に軽井沢スケートセンターがオープン。1977年7月に軽井沢スケートセンターホテル（のちに軽井沢千ヶ滝温泉ホテルに改称）が開業した。1993年に、スケートセンター内に入浴施設が開設されたが、ホテルとスケートセンターは老朽化のため2009年3月31日に閉館し、以降は日帰り入浴施設として営業を継続している。

## アクセス
- 鉄道 : しなの鉄道中軽井沢駅より3Km。
- バス : 西武観光バス「千ヶ滝温泉」下車。